# Cooksonomyces banksiae
Cooksonomyces banksiae är en svampart som beskrevs av H.J. Swart & D.A. Griffiths 1974. Cooksonomyces banksiae ingår i släktet Cooksonomyces, divisionen sporsäcksvampar och riket svampar.   Inga underarter finns listade i Catalogue of Life.